# Apogonia abdominalis
Apogonia abdominalis är en skalbaggsart som beskrevs av Conrad Ritsema 1896. Apogonia abdominalis ingår i släktet Apogonia och familjen Melolonthidae. Inga underarter finns listade i Catalogue of Life.